# Kwas oleopalmitynowy
Kwas oleopalmitynowy, kwas palmitooleinowy, CH
3(CH
2)
5CH=CH(CH
2)
7COOH – organiczny związek chemiczny z grupy nienasyconych kwasów tłuszczowych. Zbudowany jest z prostego łańcucha węglowego z jednym wiązaniem podwójnym w pozycji ω−7. W organizmie wytwarzany jest z kwasu palmitynowego.
Występuje w tłuszczach ssaków.